# 鄭璟淳
鄭璟淳（1963年9月15日—），韓國女演員，常見錯譯為鄭景順、鄭敬順等。

## 演出作品

### 電視劇
- 1995年：SBS《LA阿里郎》
- 1998年：SBS《恩實啊》飾演 成福麗
- 1999年：MBC《美麗的選擇》
- 2000年：SBS《白衣戀歌》
- 2001年：KBS《人生多美好》
- 2001年：KBS《好朋友們2》
- 2002年：KBS《女高同窗生》飾演 趙容實
- 2004年：SBS《土地》飾演 小女家
- 2005年：KBS《危險的愛情》飾演 英恩
- 2006年：EBS《指甲邊上有光》飾演 美貞（成年）
- 2006年：SBS《突然有一天》飾演 姜福順
- 2006年：KBS《黃真伊》飾演 今春
- 2007年：MBC《New Heart》飾演 趙福吉
- 2008年：SBS《小媳婦與少奶奶》飾演 馬剛子
- 2008年：MBC《他來了》飾演 馬剛子
- 2010年：MBC《大醬君與納豆王的結婚戰爭》飾演 德南
- 2010年：SBS《不懂女人》飾演 高美愛
- 2011年：E Channel（朝鲜语：E채널）《女帝》飾演 鄭詩華
- 2011年：Channel A《天上花園GOMBE嶺》飾演 具本淑
- 2012年：SBS《我人生的甘霖》飾演 千琇玲
- 2012年：SBS《家族的誕生》飾演 朴英玉
- 2013年：KBS《鯊魚》飾演 朴女士
- 2013年：SBS《那年冬天風在吹》飾演 趙善
- 2014年：MBC《Triangle》飾演 坡州嬸
- 2015年：KBS《依然綠茵的日子》飾演 安成嫂
- 2015年：MBC《Angry Mom》飾演 強疵的母親（特別演出）
- 2015年：SBS《上流社會》飾演 昌洙母
- 2016年：MBC《結婚契約》飾演 沈英姬
- 2016年：SBS《Doctors》飾演 吳英美
- 2016年：KBS《月桂樹西裝店的紳士們》飾演 景子
- 2016年：SBS《嫉妒的化身》飾演 表娜麗的母親（特別演出）
- 2016年：SBS《月之戀人－步步驚心：麗》飾演 神靜王后皇甫氏
- 2016年：KBS《住在我家的男人》飾演 權順禮
- 2017年：MBC《小偷傢伙，小偷大人》飾演 朴夏景
- 2017年：MBC《醫療船》飾演 表高恩
- 2018年：SBS《我也是媽媽啊》飾演 尹基淑
- 2020年：MBC《上司實習生》飾演 高仙女
- 2021年：MBN《綁匪－盜取命運》飾演 韓氏
- 2023年：SBS《7人的逃脫》飾演 洪真雅（特別出演）
- 2024年：tvN《和我老公結婚吧》飾演 金慈玉

### 電影
- 1994年：《太白山脈》飾演 竹山嬸
- 1996年：《祝祭》飾演 鄭惠林
- 1997年：《娼》飾演 美淑
- 1998年：《情事》飾演 冠浩媽
- 1999年：《世紀末》飾演 熙淑
- 2002年：《大韓民國憲法第1條》飾演 鄭順愛
- 2003年：《間諜要回家》飾演 烤肉大嬸
- 2006年：《Mr. Lee Vs. Mr. Lee》飾演 媳婦
- 2008年：《傻瓜》飾演 志浩的姑姑
- 2011年：《岛家婴儿》飾演 首爾嬸
- 2013年：《全國歌唱比賽》飾演 美愛的母親
- 2016年：《3天2夜》飾演 母親
- 2016年：《仁川登陸戰》飾演 鄭善實（特別出演）
- 2013年：《全國歌唱比賽》飾演 美愛的媽媽
- 2018年：《Gate（朝鲜语：게이트 (영화)）》飾演 艾麗
- 2019年：《今天，我們》飾演 母親
- 2022年：《狩獵》飾演 千寶山

## 獲獎
- 1994年：第5屆春史電影賞－女子優秀演技賞（太白山脈）
- 1994年：第15屆青龍電影獎－女配角賞（太白山脈）
- 1995年：第33屆大鐘獎－女配角賞（太白山脈）
- 1997年：第35屆大鐘獎－女配角賞（娼）
- 1997年：第18屆青龍電影獎－女配角賞（娼）

## 外部連結
- NAVER （页面存档备份，存于）
- DAUM （页面存档备份，存于）